# تپه گورستان خارونصرآباد
تپه قبرستان خارونصرآباد مربوط به هزاره ۵ قبل از میلاد - دوره ساسانیان است و در شهرستان خمین، بخش مرکزی، دهستان آشناخور، روستای خارونصرآباد واقع شده و این اثر در تاریخ ۲۰ اسفند ۱۳۸۵ با شمارهٔ ثبت ۱۸۰۰۶ به‌عنوان یکی از آثار ملی ایران به ثبت رسیده‌است.